# 銀二郎の片腕
『銀二郎の片腕』（ぎんじろうのかたうで）は、里見弴の小説。釧路(現在の北大通、栄町、末広町、旭町)に農場を持つ素封家の次男である中戸川吉二の体験談をもとに創作された。銀二郎が房州に使われた茶碗を井戸に漬けていたという部分は吉二が目の当たりにした実話である。また、主人公が自らの腕を切るという行為は、トルストイの晩年の作「パアテル・セルギウス 」の指切りにヒントを得ている。1917年（大正6年）、文芸雑誌『新小説』に発表された。同年５月『三人の弟子』に初めて収められた。作品末尾に「大正六年一月作／同三月約二千字加筆」とあり、以降「銀二郎の片腕」はこの初収の形たちで収録され続けて行くこととなる。

## あらすじ
年の半分が雪で閉ざされる地方の牧場に銀二郎という牧夫がいた。その牧場の女主人はある冬舅に手を挙げてしまう。それを目撃し止めに入った銀二郎は女主人に呼び出され口止めを受ける。気味の悪い舅に対する行為を責める気はなかったが、女主人の嘘のため牧場にいる意味を失う。幻滅の後橇での介抱や夏の快活な女主人の姿が銀二郎をより深い愛に誘い込むが、その年の冬舅の隠居所の落成祝いの席で銀二郎は女主人の嘘に怒り自らの片腕を切り落とし投げつけ牧場を去る。その行方は誰も知らない。

## 登場人物
銀二郎四十歳前後。潔癖症だが「癇性病みの穢いもの知らず」女主人を敬愛している。潔癖故に居場所を転々としてきた過去がある
女主人四十一歳。三十二歳で亭主を失い牧場の主となってから男のように振る舞う。銀二郎を一目置いている。東京に憧れている
舅歩けないため女主人に世話されている。
房州牧場で一番の年嵩。

## 映画
1953年5月13日に新東宝で映画化されている。モノクロ、スタンダード、82分。

### 出演者
- 銀二郎：藤田進
- 女主人：木暮実千代
- 房州：林幹
- 津軽州：小倉繁
- 秋田州：鳥羽陽之助
- かつ公：永井柳太郎
- ヒゲ松：横山運平
- ヒゲ松の女鼻：飯田蝶子
- 丸谷巡査：東野英治郎
- 健吾：細川俊夫
- ぼん太：南寿美子
- 品子：宮川玲子

### スタッフ
- 製作：佐野宏
- 原作：里見惇
- 脚本：八田尚之
- 撮影：小原譲治
- 美術：下河原友雄
- 音楽：芥川也寸志
- 録音：中井喜八郎
- 照明：矢口明
- 監督：青柳信雄

## テレビドラマ
本作を原作とするテレビドラマが、1968年7月23日に、毎日放送制作・NET（現：テレビ朝日）系列で放送された『テレビ文学座 -名作に見る日本人-』（火曜22:00 - 23:00）で放送された。

### 出演者
- 銀二郎：山﨑努
- 伊藤幸子
- 高木均
- 小倉徳七
- 沖倉邦子
- 内田稔

### スタッフ
- 原作：里見惇
- 脚本：新藤兼人
- 制作：現代演劇協会、毎日放送

| 毎日放送制作・NET系列 テレビ文学座 | 毎日放送制作・NET系列 テレビ文学座 | 毎日放送制作・NET系列 テレビ文学座 |
| 前番組                             | 番組名                             | 次番組                             |
| ---------------------------------- | ---------------------------------- | ---------------------------------- |
| すみだ川 （1968年7月16日）         | 銀二郎の片腕 （1968年7月23日）     | 大寺学校 （1968年7月30日）         |